# 김정자
김정자 (金靜子, 1942년 ~ 2014년 ) 대한민국 가야금 연주가. 호 선화. 서울대학교 국악과 교수 역임. 정농악회를 창단해 한국 궁중음악과 가야금 정악의 보존과 전승을 위해 힘썼다.

## 생애
1959년 설립된 서울대 국악과의 2기 입학생으로 동 대학원에서 국악이론으로 석사학위를 취득했다. 인간문화재 김죽파, 함동정월, 성금연 등 에게 가야금 산조를 배웠다. 1974년부터 서울대학교 국악과 교수로 재직하면서 처음으로 가야금 정악 연주회를 열었으며 1976년 정악연주단체인 정농악회를 창단했다. 가야금 정악보 외에도 2003년 가야금 정악 음반 '하늘과 땅 그리고 명상'을 출반했다.
하버드 대학교 옌칭 연구소 방문교수 역임 했다. 
서울대학교에 재직하면서 양승희, 이종길, 이지영, 문재숙, 정해임, 테라한(Terra Han) 등 많은 제자를 양성했다.
2007년 옥조근정훈장을 받았다.

## 경력
- 1974~서울대학교 교수
- 1976~정농악회 대표

## 학력
- ~ 1967 서울대학교 대학원 국악이론 석사
- ~ 1964 서울대학교 국악원 가야금 학사

## 같이 보기
- 테라한 (한테라, Terra Han)
- 이재숙
- 이왕직 아악부